# Ајгун Казимова
Ајгун Казимова (азер. Aygün Kazımova) азербејџанска је певачица, текстописац, плесачица и глумица.

## Дискографија
- Ömrüm – Günüm (1997)
- Göz yaşımı yar silə (1998)
- Ah...! (1999)
- Aygün (2000)
- Sevdim (2001)
- Sevgi gülləri (2003)
- Son söz (2004)
- Sevərsənmi? (2005)
- Sevdi ürək (2005)
- Yenə tək (2008)
- Coffee from Colombia (2014)
- Aygün Kazımova, Vol. 1 (2008)
- Aygün Kazımova, Vol. 2 (2008)
- Aygün Kazımova, Vol. 3 (2008)
- Aygün Kazımova, Vol. 4 (2008)
- Sevdi Ürək (2012)
- Ya Devushka Vostochnaya (2013)
- Səni Belə Sevmədilər (2015)
- Azərbaycan Qızıyam (2015)
- Aygün Kazımovanın ifaları (2016)
- Duy (2018)
- By SS Production (2020)
- Remakes (2020)
- Crystal Hall (2020)